# Borika, Sofia
Borika (în bulgară Борика) este un sat în comuna Ihtiman, regiunea Sofia,  Bulgaria. 

## Demografie
Componența etnică a satului Borika
     Bulgari (90,66%)
     Romi (9,33%)
     Nicio identificare (0%)
     Altele (0%)
La recensământul din 2011, populația satului Borika era de 75 locuitori. Din punct de vedere etnic, majoritatea locuitorilor (90,66%) erau bulgari, cu o minoritate de romi (9,33%). Pentru 0,0% din locuitori nu este cunoscută apartenența etnică.